# Open (Agassi)
Open è l'autobiografia di Andre Agassi, pubblicata nel 2011 da Einaudi nella collana "Stile Libero". Alla stesura ha contribuito in modo sostanziale J. R. Moehringer, giornalista premio Pulitzer.

## Trama
Costretto ad allenarsi fin da quando aveva quattro anni da un padre dispotico ma determinato a farne un campione a qualunque costo, Andre Agassi cresce con un sentimento fortissimo: l'odio smisurato per il tennis. Contemporaneamente però prende piede in lui anche la consapevolezza di possedere un talento eccezionale. Ed è proprio in bilico tra una pulsione verso l'autodistruzione e la ricerca della perfezione che si svolgerà la sua carriera sportiva. Con i capelli ossigenati, l'orecchino e una tenuta più da musicista punk che da tennista, Agassi ha sconvolto l'austero mondo del tennis, raggiungendo una serie di successi con pochi precedenti nella storia del tennis.

## Critica
L'opera è stata accolta positivamente dalla critica, conseguendo un ottimo successo commerciale. Il libro è stato inserito da Alessandro Baricco tra le cinquanta migliori letture degli ultimi dieci anni nella sua rubrica Una certa idea di mondo, pubblicata su Repubblica. È stato definito dal Corriere della Sera «un'opera sulla caduta e sulla redenzione» e dal Riformista «una grande epopea dal sapore letterario».

## Edizioni
- Andre Agassi, Open, traduzione a cura di Giuliana Lupi, Torino, Einaudi, 2011,  p. 502, ISBN 978-88-06-20726-7.